# CHiYOのちよっと元気がでるラジオ
CHiYOのちよっと元気がでるラジオ（チヨのちょっとげんきがでるラジオ）は、2005年4月から2008年3月までKBCラジオで放送されていた夜の番組である。
パーソナリティは、CHiYO。

## 放送時間
- 日曜日：20:00～20:15(JST)

## 番組内容
CHiYOが最近の近況などを語るのが基本構成の番組。

また、自分の持ち歌などを流したりする。